# Das Recht der Feder
Das Recht der Feder war eine Fachzeitschrift für Schriftsteller und Journalisten in Berlin von 1891 bis 1902.

## Geschichte
1891 gründete der Publizist Martin Hildebrandt die Zeitschrift Das Recht der Feder. Sie diente als Organ der neuen Deutschen Schriftsteller-Genossenschaft, wurde aber auch vom Allgemeinen Deutschen Schriftsteller- und Journalistentag, dem Verein Thüringer Presse und dem Deutschen Schriftstellerinnenbund in Anspruch genommen.
Das Recht der Feder wurde für Bekanntmachungen der Organisationen und von Einzelpersonen genutzt, außerdem zum internen Austausch, für Informationen zu rechtlichen Fragen und für weitere Themen.
Die Zeitschrift erschien zuerst zweimal monatlich, seit 1897 wöchentlich. 1901 wurde die letzte selbstständige Ausgabe nach der Auflösung der Deutschen Schriftstellergenossenschaft herausgegeben. 1902 gab es noch drei Nummern als Beilage zu Die literarische Praxis, danach wurde sie von dieser Zeitschrift übernommen.
Untertitel
- Halbmonatsschrift für die Berufsinteressen der deutschen Schriftsteller und Journalisten, 1891–1897
- Wochenschrift für Urheberschutz und litterarischen Erwerb, 1891–1901
- Zeitschrift des Deutschen Schriftsteller-Verbandes, 1901
- Die literarische Praxis, 1902, als Beilage